# Pori
Pori (svensk Björneborg) er en by ved mundingen af den 121 m lange elv Kokemäenjoki (svensk Kumo älv) i Bottenhavet på vestkysten af Finland. Det er Finlands 10. største by, med cirka 83.000 indbyggere (ultimo 2024). Pori blev grundlagt af den svenske konge Johan 3. i 1558. Da havde byen stabelret til udenrigshandel og havde et blomstrende erhvervsliv. Ved den industrielle udvikling flyttede mange folk fra distriktet til byen, som senere blev ensproget finsk. Byens sproglige status har været ensproget finsk siden 1925, og defineres som et såkaldt svensk sprogområde, da der findes en lille svensksproget minoritet (cirka 0,5 % eller 450 personer) i byen.

## Historie
Byen blev grundlagt i 1365 ved elven Kumos munding for at Sverige bedre kunne kontrollere handelen ved Bottenhavet. Efter et par hundrede år havde landhævningen gjort det umuligt for større fartøjer at sejle ind i byens havn, og derfor grundlagde Johan 3. af Sverige i 1558 byen Björneborg nærmere kysten.
Byens udvikling var blomstrende indtil slutningen af det 17. århundrede, hvor byen begyndte at lide under Sveriges vedvarende krige og stramme økonomiske politik. Byen mistede sine rettigheder til at bedrive udlandshandel og blev desuden hårdt ramt af de kolde vintre 1695-1697, da ca. en fjerdedel af Finlands befolkning døde af sult.
I det 18. århundrede fik Björneborg retten til at bedrive udenrigshandel tilbage og der blev bygget en ny havn. Omkring 1799 var Björneborg allerede efter finske forhold en større by, med over 1 500 indbyggere.
I det 19. århundrede, da Finland var en del af Rusland, fortsatte Björneborg sine handelskontakter med Stockholm og byen blev en af Finlands vigtigste forbindelser mod vest. Björneborg havde under sin historie brændt fire gange, men den store brand i 1852 var en total ødelæggelse; næsten hele byen udbrændte i løbet af et døgn. Desuden blev genopbygningen forsinket af Krimkrigen, industrialiseringen omkring 1870 forårsagede et kraftigt opsving i den finske økonomi. Flere savværker, en tandstikkerfabrik og en bomuldsfabrik grundlagdes Björneborg og byen blev igen en af storfyrstedømmets vigtigste havne. Desuden blev jernbanen mellem Björneborg og Tammerfors færdig i 1895.
Omkring 1900 var Pori en by som var præget af tung industri og tekstilindustri. Det medførte også, at arbejderbevægelsen var stærk, og under Den finske borgerkrig i 1918 var Björneborg på den røde side. Byen undgik dog store ødelæggelser under krigen og fortsatte med en kraftigvækst under mellemkrigstiden og takket være sin beliggenhed undgik den store bombninger under 2. verdenskrig.
Efter 2 verdenskrig forvandledes Finland fra et landbrugs til et industrisamfund, hvilket resulterede i, at Pori voksede kraftigt helt frem til 1980'erne. Dette var også en medvirkende årsag til, at byen blev næsten ensproget finsk, idet folk i er stort antal flyttede fra landdistrikterne til Pori. Den svensk sproget avis Björneborgs Tidning ophørtes i 1965. De omgivende kommuner blev en del af byen. I slutningen af 1960'erne fremkom der planer om at etablere et universitet i Pori, men af politiske årsager besluttede byens politiske ledelse sig til ikke at tage imod et universitet, da man mente ar byen kunne holdes livskraftig med den tunge industri. Det viste sig være en fejlagtig beslutning, idet den økonomiske depression, som ramte Finland hårdt i begyndelsen af 1990'erne ramte specielt hårdt i Pori. Arbejdsløsheden var på sit højdepunkt på over 25% og den formindskedes igen i et langsommere tempo end i resten af landet. Efter depressionen er byens næringsliv blevet omstruktureret, og i begyndelsen af det 21. århundrede er Pori ikke længere så stærkt afhængig af den tunge industri, selvom denne fortsat har en central rolle.

## Kultur og fritid
Pori Jazz Festival er en musikfestival, der afholdes hvert år juli måned. Foruden jazz spilles der også blues, soul, funk, hip-hop, rhythm and blues og reggae.
Porin Teatteri (tidligere Björneborg Teater), som er tegnet af den svenske arkitekt Johan Erik Stenberg, stod færdig i 1884. Teatrets store scene har plads til 313 personer. 1974 blev teatret udvidet med en studiescene. Teatret har også været et af koncertstederne for Pori Jazz Festival siden 1967.
Porin Taidemuseo er et museum for moderne kunst, som blev indviet i 1979. Bygningen er fra 1860, og var oprindelig Björneborgs told og pakhus. Samlingerne er baseret på værker, der er doneret af professor Maire Gullichsen til museet. Museet er kendt for sine skiftende udstillinger, der viser de nyeste tendenser inden for finsk og international kunst. Museet fungerer også som det regionale kunstmuseum i Satakunda-regionen.
Satakunta Museum er et kulturhistorisk landskabsmuseum for Pori og Satakunda-regionen. Museet blev grundlagt i 1888. Museets nuværende bygning er fra 1973. Museets arkiver rummer 300.000 fotografier, kort og arkitektoniske tegninger.

## Venskabsbyer
- Bremerhaven, Tyskland, siden 1967.
- Eger, Ungarn, siden 1973
- Kołobrzeg, Polen, siden 1975
- Mâcon, Frankrig, siden 1990
- Porsgrunn, Norge, siden 1956
- Riga, Letland, siden 1965
- Stralsund, Tyskland, siden 1968
- Sundsvall, Sverige, siden 1940
- Sønderborg, Danmark, siden 1952